# Lista de supercentenários sul-americanos
Esta lista inclui supercentenários sul-americanos (pessoas da América do Sul que tenham atingido a idade de pelo menos 110 anos), cuja expectativa de vida tem sido verificada por um organismo internacional que trata especificamente a pesquisa da longevidade, o Gerontology Research Group (GRG). Houve dez supercentenários verificadas a partir da América do Sul. A pessoa mais velha da América do Sul foi a equatoriana María Capovilla que morreu aos 116 anos e 347 dias. O homem mais velho da América do Sul foi o colombiano Daniel Guzmán García que morreu aos 111 anos e 105 dias.

## Supercentenários sul-americanos
| Classificação | Nome                         | Sexo | Data de nascimento      | Data de morte          | Idade               | País de nascimento | País de morte ou residência |
| ------------- | ---------------------------- | ---- | ----------------------- | ---------------------- | ------------------- | ------------------ | --------------------------- |
| 1             | Francisca Celsa dos Santos   | F    | 21 de outubro de 1904   | 5 de outubro de 2021   | 116 anos e 349 dias | Brasil             | Brasil                      |
| 2             | María Ester de Capovilla     | F    | 14 de setembro de 1889  | 27 de agosto de 2006   | 116 anos e 347 dias | Equador            | Equador                     |
| 3             | Antônia da Santa Cruz        | F    | 13 de junho de 1905     | 23 de janeiro de 2022  | 116 anos e 224 dias | Brasil             | Brasil                      |
| 4             | Casilda Benegas              | F    | 8 de abril de 1907      | 28 de junho de 2022    | 115 anos e 81 dias  | Paraguai           | Argentina                   |
| 5             | Inah Canabarro Lucas         | F    | 8 de junho de 1908      | Pessoa viva            | 116 anos e 285 dias | Brasil             | Brasil                      |
| 6             | Sofía Rojas                  | F    | 13 de agosto de 1907    | 30 de julho de 2022    | 114 anos e 351 dias | Colômbia           | Colômbia                    |
| 7             | Maria Gomes Valentim         | F    | 9 de julho de 1896      | 21 de junho de 2011    | 114 anos e 347 dias | Brasil             | Brasil                      |
| 8             | Eudoxie Baboul               | F    | 1 de outubro de 1901    | 1 de julho de 2016     | 114 anos e 274 dias | Guiana Francesa    | Guiana Francesa             |
| 9             | Juan Vicente Pérez Mora      | M    | 27 de maio de 1909      | Pessoa viva            | 115 anos e 297 dias | Venezuela          | Venezuela                   |
| 10            | Evangelista Luisa Lopez      | F    | 21 de junho de 1907     | 28 de agosto de 2021   | 114 anos e 68 dias  | Argentina          | Argentina                   |
| 11            | Carmen Emilia Jaramillo      | F    | 17 de maio de 1906      | 15 de julho de 2020    | 114 anos e 59 dias  | Colômbia           | Colômbia                    |
| 12            | Juana Aritama                | F    | 24 de junho de 1907     | 21 de maio de 2021     | 113 anos e 331 dias | Colômbia           | Colômbia                    |
| 13            | Dolores Vélez Bravo          | F    | 21 de novembro de 1907  | 12 de outubro de 2021  | 113 anos e 325 dias | Equador            | Equador                     |
| 14            | Luzia Mohrs                  | F    | 23 de março de 1904     | 16 de outubro de 2017  | 113 anos e 207 dias | Alemanha           | Brasil                      |
| 15            | Álida Victoria Grubba Rudge  | F    | 10 de julho de 1903     | 23 de dezembro de 2016 | 113 anos e 166 dias | Brasil             | Brasil                      |
| 16            | Virginia Secundina Moyano    | F    | 17 de maio de 1904      | 20 de junho de 2017    | 113 anos e 34 dias  | Argentina          | Argentina                   |
| 17            | Maria de Paiva Pereira       | F    | 26 de dezembro de 1907  | 1 de julho de 2020     | 112 anos e 188 dias | Brasil             | Brasil                      |
| 18            | Luisa Roncoroni de Bizzozero | F    | 30 de junho de 1903     | 1 de setembro de 2015  | 112 anos e 63 dias  | Argentina          | Argentina                   |
| 19            | Ana Sara Marquez de Ramirez  | F    | 25 de julho de 1904     | 27 de agosto de 2016   | 112 anos e 33 dias  | Colômbia           | Colômbia                    |
| 20            | Manolita Piña                | F    | 24 de fevereiro de 1883 | 11 de junho de 1994    | 111 anos e 107 dias | Espanha            | Uruguai                     |
| 21            | Daniel Guzmán García         | M    | 6 de fevereiro de 1897  | 21 de maio de 2008     | 111 anos e 105 dias | Colômbia           | Colômbia                    |
| 22            | Julio César Mora             | M    | 10 de Março de 1910     | 22 de outubro de 2020  | 110 anos e 226 dias | Equador            | Equador                     |

## Supercentenários emigrantes sul-americanos
Abaixo está uma lista de pessoas mais velhas conhecidas nascidas na América do Sul que emigraram para outro país antes da morte.
| Classificação | Nome                        | Sexo | Data de nascimento   | Data da morte         | Idade               | País de nascimento | País de morte ou residência |
| ------------- | --------------------------- | ---- | -------------------- | --------------------- | ------------------- | ------------------ | --------------------------- |
|               | Marie Laure du Serre-Telmon | F    | 4 de janeiro de 1860 | 8 de janeiro de 1977  | 117 anos e 4 dias?  | Venezuela          | França                      |
| 1             | Julia Dougherty             | F    | 20 de agosto de 1893 | 4 de dezembro de 2003 | 110 anos e 106 dias | Peru               | Estados Unidos              |